# Monumento ao Conde de Porto Alegre

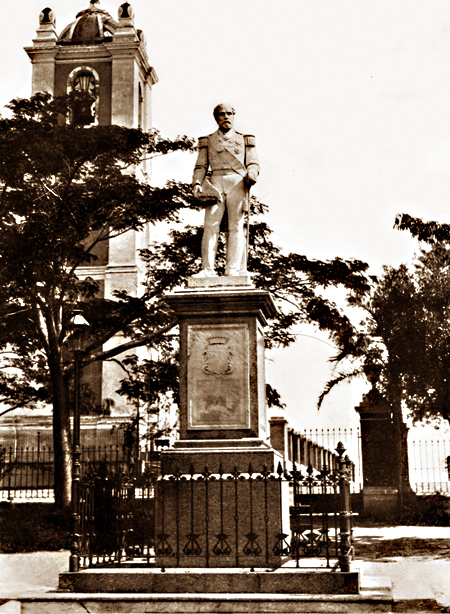
O monumento em sua primitiva localização na Praça da Matriz

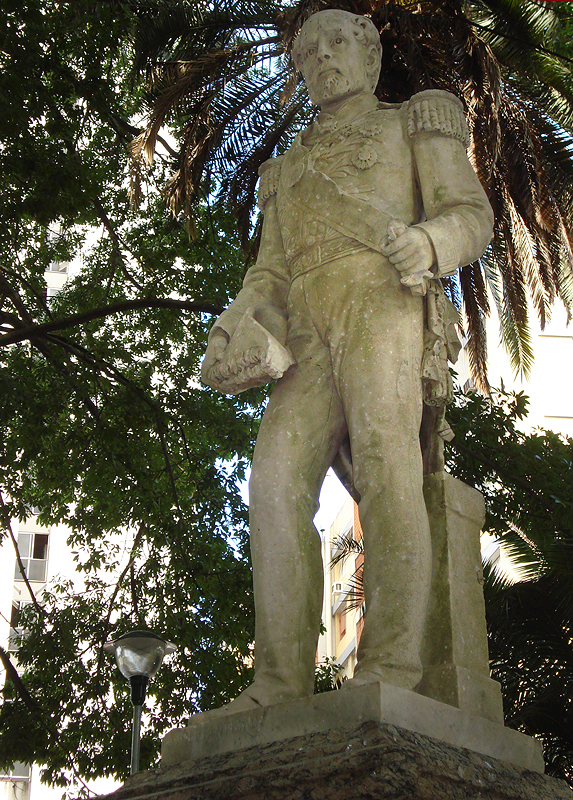
A estátua do Conde de Porto Alegre

O Monumento ao Conde de Porto Alegre é um monumento público da cidade brasileira de Porto Alegre. Está situado na Praça Conde de Porto Alegre e é dedicado a Manuel Marques de Sousa, conde de Porto Alegre, combatente na Guerra Cisplatina, na Revolução Farroupilha e na Guerra contra Oribe e Rosas, e herói da Batalha de Tuiuti, ocorrida durante a Guerra do Paraguai.
Foi um dos primeiros monumentos a serem instalados em Porto Alegre, erguido originalmente em 1885 na Praça da Matriz, à frente do palácio do governo. Foi transferido para sua localização atual em 1912, quando o intendente José Montaury alterou a denominação do logradouro de Praça General Marques para Praça Conde de Porto Alegre.
A obra foi encomendada inicialmente a Gustavo Saenger, marmorista e escultor estabelecido em Cacimbinhas, após realização de concurso público. O projeto de Saenger, apresentado em 10 de dezembro de 1878, previa um monumento grandioso que incluía uma estátua do homenageado com 2,2 metros, um pedestal de 6 metros em forma de coluna coríntia ornamentada com uma coroa de louros, o brasão do conde e um emblema nacional, uma placa com inscrições e duas figuras alegóricas na base representando a Paz e a Guerra. Em 17 de janeiro do ano seguinte a imprensa noticiava a escolha do seu projeto, e pouco depois os desenhos preparatórios eram expostos em uma vitrine engalanada na Rua da Praia.
O monumento devia ser concluído em dois anos, com um custo de dez contos de réis, mas por razões desconhecidas o projeto de Saenger foi abandonado, e a obra foi confiada à oficina de Adriano Pittanti, que realizou um projeto mais simples, consistindo de uma estátua do conde em tamanho natural, trajado em gala militar, segurando seu chapéu com a mão direita e suas luvas com a esquerda, talvez em alusão ao seu apelido, Centauro de Luvas. A estátua se apóia contra um pequeno plinto atrás de sua perna esquerda, e está instalada sobre um alto pedestal de granito, onde existe uma placa de mármore com o brasão do conde e seu título. O pedestal foi realizado no Rio de Janeiro. A estátua recebeu muitos elogios pela perfeita semelhança do retratado e pela técnica apurada do trabalho no mármore. A festiva cerimônia de inauguração em 1º de fevereiro de 1885 foi assistida por grande público, contando com a presença da Princesa Isabel, do presidente da Província, dos vereadores municipais, do corpo consular e outras altas autoridades.
Adriano Pittanti recebeu todos os créditos pela obra, mas segundo depoimento de Paschoal Fossati, filho de Carlo Fossati, dado em 1956 para Athos Damasceno Ferreira, o autor da estátua foi seu pai:
"Afirma o depoente que, sendo à época Carlo Fossati sócio de Pittanti, a ele fora confiada a difícil empreitada para a qual fez a maqueta — hoje conservada pela família Câmara — o modelo de barro, e, em grande parte, a transferência para o mármore. Admite Paschoal que, nessa última fase da obra, haja seu pai recebido a colaboração de Domenico Pittanti, irmão de Adriano. Mas reitera que a autoria da obra é de Carlo Fossati, a cuja modéstia extrema atribui o silêncio que sempre manteve em torno do assunto.
"A fonte em que foi colhida a informação acima é merecedora de crédito. Mas, à falta de outros elementos de comprovação histórica, não se dispõe o autor desta crônica a encampar o depoimento, embora se incline a aceitar a versão, considerados os títulos de Fossatti e suas reconhecidas qualidades de escultor — títulos de que, à época, os demais profissionais do ramo não eram portadores e qualidades que esses mesmos profissionais não chegaram a ultrapassar".